# Chùa Báo Ân
Chùa Báo Ân là một ngôi chùa lớn từng tồn tại ở Hà Nội, Việt Nam. Chùa này khác với một chùa khác cũng tên là chùa Báo Ân ở khu vực nay thuộc huyện Gia Lâm, Hà Nội, được xây dưới thời nhà Trần. Chùa bị thực dân Pháp phá hủy vào năm 1888 để xây Bưu điện Hà Nội.

## Lịch sử

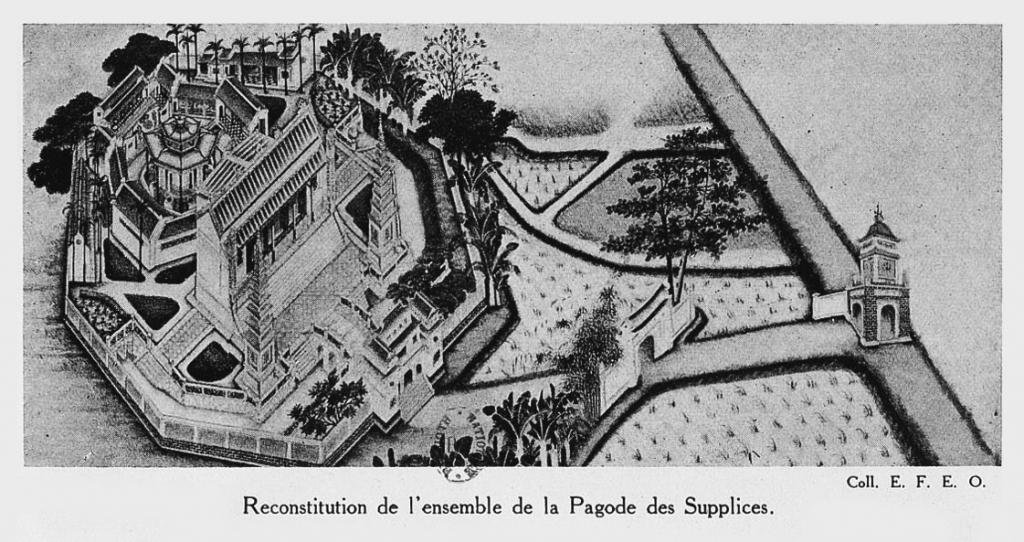
Sơ đồ chùa Báo Ân do Viện Viễn Đông Bác cổ vẽ lại.

Chùa Báo Ân được xây dựng vào khoảng năm 1842 dưới thời nhà Nguyễn, kinh phí do Tổng đốc Hà Ninh là Nguyễn Đăng Giai quyên từ dân chúng. Chùa nằm ở bên đông hồ Hoàn Kiếm, mặt trước quay ra sông Hồng, mặt sau dựa vào hồ. Khu đất có diện tích gần 100 mẫu, gồm 180 gian với 36 nóc, lối kiến trúc phức tạp và cầu kỳ. Chùa còn có tên là chùa Liên Trì (tức là "Đầm Sen") vì trong chùa có hào nước rộng trồng rất nhiều sen, hoặc chùa Quan Thượng vì đương thời Nguyễn Đăng Giai còn được dân gọi là cụ Thượng.
Tháng 11 năm 1885, thực dân Pháp đã hoàn thành công cuộc xâm lược Việt Nam, bèn tiến hành công việc đổ đất, cạp hồ Gươm và lấp các chỗ trũng ở Hà Nội. Toàn quyền Đông Dương là Jean-Marie de Lanessan ra lệnh đốt các nhà lá quanh hồ Hoàn Kiếm. Năm 1888, Pháp phá hủy chùa Báo Ân để xây nhà bưu điện. Đêm 22 tháng 1 năm 1891, 300 nóc nhà ở Cầu Gỗ, Hàng Bè, Hàng Mắm, Hàng Thùng và Hàng Vôi đã cháy trụi. Đêm ngày 28 tháng 1 năm 1891, vụ cháy thứ hai tiêu hủy cả thôn Cự Lâu. Nền chùa Báo Ân chỉ còn là mảnh đất hoang tàn. 
Ngày nay, chỉ còn duy nhất tháp Hòa Phong phía sau chùa Báo Ân là còn sót lại, đứng đơn độc bên bờ hồ Hoàn Kiếm. 

## Thư viện ảnh

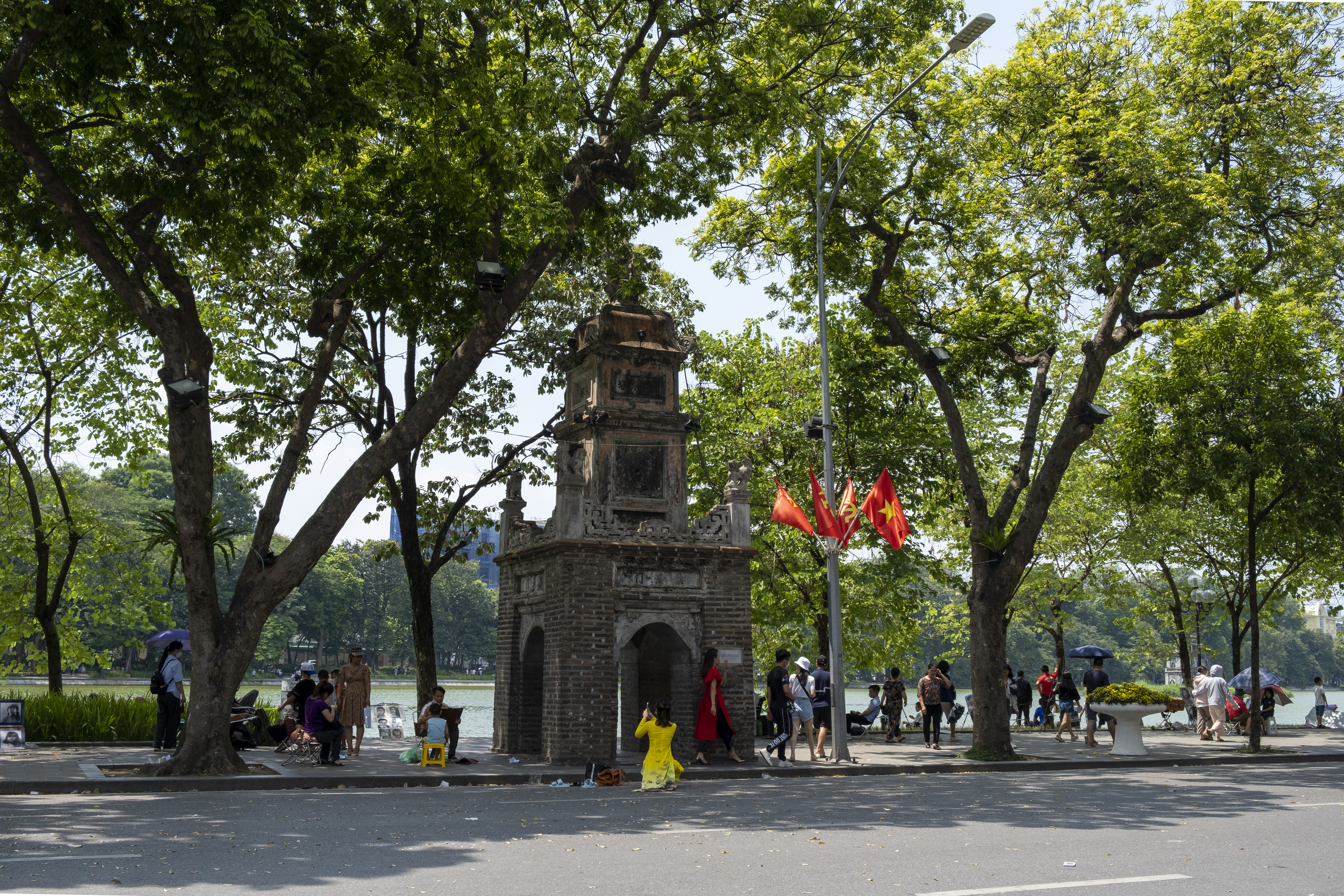
Dấu tích duy nhất còn lại của chùa Báo Ân là tháp Hòa Phong, ngày nay ở bên lề đường Đinh Tiên Hoàng, kế bên hồ Hoàn Kiếm, Hà Nội.
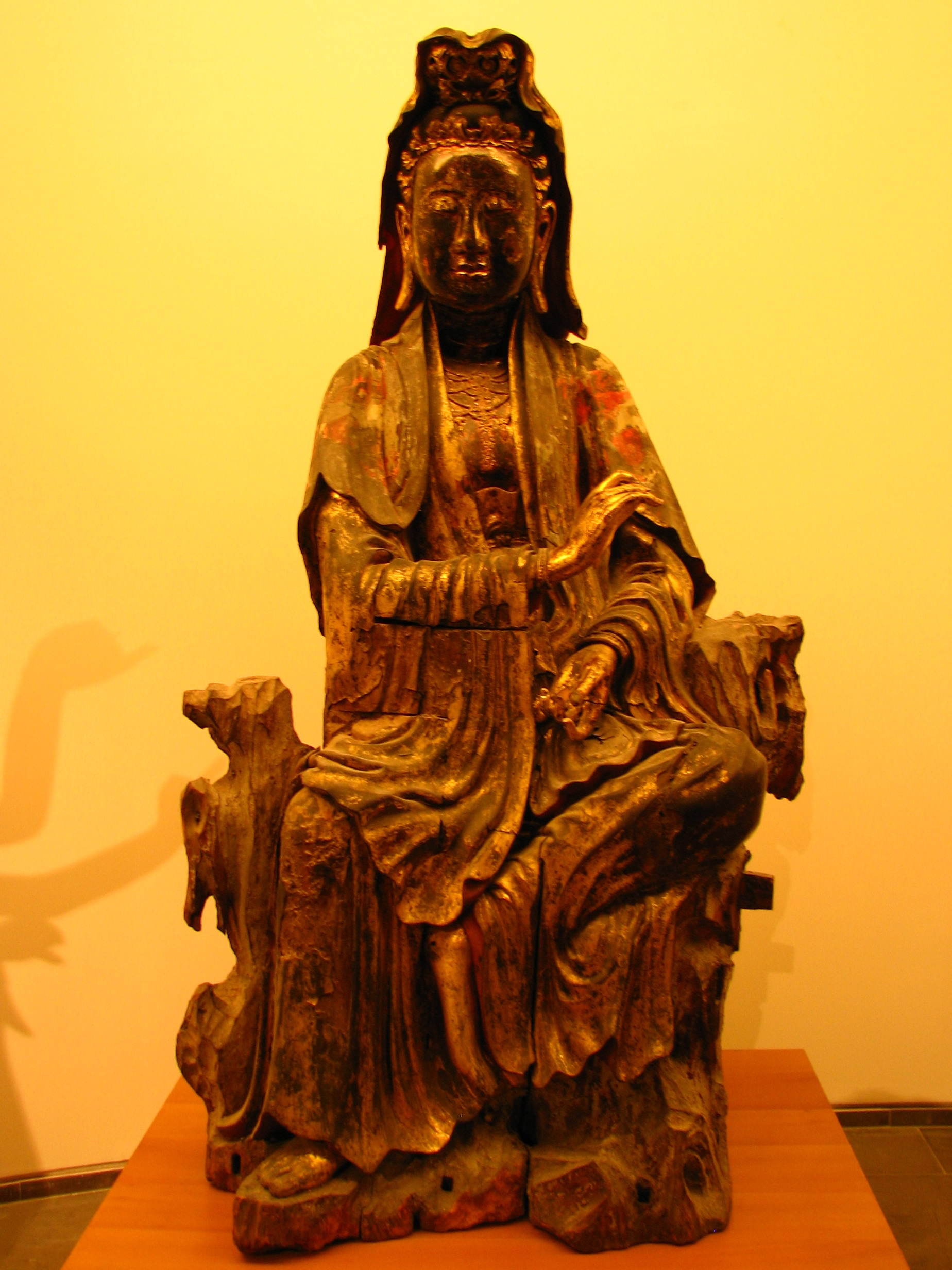
Tượng Quan Âm tọa sơn của chùa Báo Ân, nay thuộc bộ sưu tập của Bảo tàng Guimet, Paris, Pháp.